# Herbert C. Brown
Herbert Charles Brown (n. 22 mai 1912 – d. 19 decembrie 2004) a fost un chimist britanic, laureat al Premiului Nobel pentru chimie (1979) pentru lucrările privind boranii.